# Middenhut
Middenhut is een wijk in de gemeente Sint-Genesius-Rode. De wijk ontstond toen een deel van het Zoniënwoud, ten westen van de Waterloosesteenweg, werd verkaveld. De naam verwijst naar de ligging tussen Kleine Hut en Grote Hut. Aangezien het hier om een relatief recente woonwijk gaat, zijn de inwoners van de wijk grotendeels Franstalig, in tegenstelling tot de oude kern van Rode. Middenhut heeft een parochie waarvan Onze-Lieve-Vrouw Oorzaak onzer Blijdschap de beschermheilige is.
Middenhut vormt een van vier kleinere toegangspoorten tot het Zoniënwoud. Het aangrenzende woud ten oosten van de Waterloosesteenweg werd in 1990 heraangeplant na een reeks zware stormen. Vandaag is het een heel jong en dicht bos.